# S-Bahn Rostock
Die S-Bahn Rostock ist ein S-Bahn-System in der mecklenburgischen Hansestadt Rostock. Sie besteht aus drei Linien mit insgesamt rund 90 km Länge. Die Linie S1 vom Hauptbahnhof nach Warnemünde verkehrt innerhalb des Rostocker Stadtgebiets. Dort wurde bereits in den 1970er Jahren der S-Bahn-Betrieb aufgenommen. Später wurden die Linien zum Seehafen und in die südlich gelegene Stadt Güstrow über Schwaan in das S-Bahn-Netz einbezogen. Im Jahr 2012 wurde die Linie zum Seehafen eingestellt, dafür gehört seitdem die Verbindung nach Güstrow über Laage als Linie S3 zur Rostocker S-Bahn. Bis 2014 wurden hauptsächlich Wendezüge mit Doppelstockwagen eingesetzt. Seitdem fahren auf allen Linien neue Elektrotriebwagen vom Typ Talent 2.

## Linien
Der Verkehr auf den Rostocker S-Bahn-Linien erfolgt, ebenso wie der auf den Regionalbahnlinien, innerhalb des Verkehrsverbundes Warnow (VVW).

### Verlauf
Westlich der Unterwarnow führt die Linie S1 von Warnemünde über die Neubaugebiete Lichtenhagen, Lütten Klein, Evershagen und durch die Industriegebiete Marienehe und Bramow zwischen der Kröpeliner-Tor-Vorstadt und dem Hansaviertel zum Rostocker Hauptbahnhof, der sich im Süden der Steintor-Vorstadt befindet (Kursbuchstrecke 181).
Die Linie S2 beginnt ebenfalls in Warnemünde, folgt dem Streckenverlauf der Linie S1, führt aber über den Hauptbahnhof hinaus in das südliche Umland Rostocks. Sie überquert bei Schwaan die Warnow und führt weiter nach Güstrow (Kursbuchstrecke 182).
Die Linie S3 beginnt auch in Warnemünde und folgt dem Streckenverlauf der Lloydbahn in südlicher Richtung über Laage (Meckl) und der Verbindungsbahn Plaaz–Priemerburg in die Stadt Güstrow. (Kursbuchstrecke 183)

### Stationen und Fahrzeiten
| Linie | Halte | Länge in km | Fahrzeit in Min. | Strecke |
| ----- | ----- | ----------- | ---------------- | --- |
|       | 10    | 13,3        | 20               | Warnemünde – Warnemünde Werft – R.-Lichtenhagen – R.-Lütten Klein – R.-Evershagen – R.-Marienehe – R.-Bramow – R. Holbeinplatz – R. Parkstraße – Rostock Hauptbahnhof (Stammstrecke) |
|       | 17    | 47,6        | 58               | Warnemünde – (wie S1) – Rostock Hauptbahnhof – Papendorf – Pölchow – Huckstorf – Schwaan – Mistorf – Lüssow – Güstrow                                                                |
|       | 18    | 58,1        | 74               | Warnemünde – (wie S1) – Rostock Hauptbahnhof – Kavelstorf – Scharstorf – Kronskamp – Laage (Meckl) – Subzin-Liessow – Plaaz – Priemerburg – Güstrow                                  |

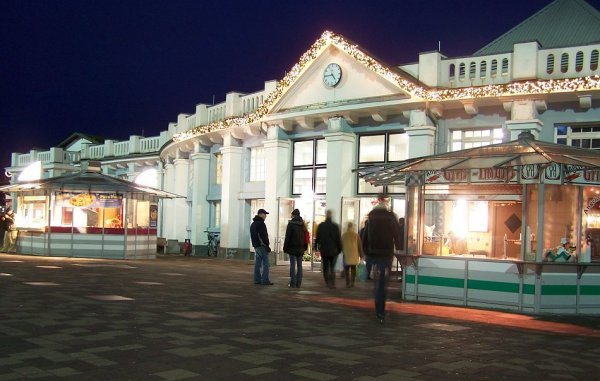
Rostock Hbf
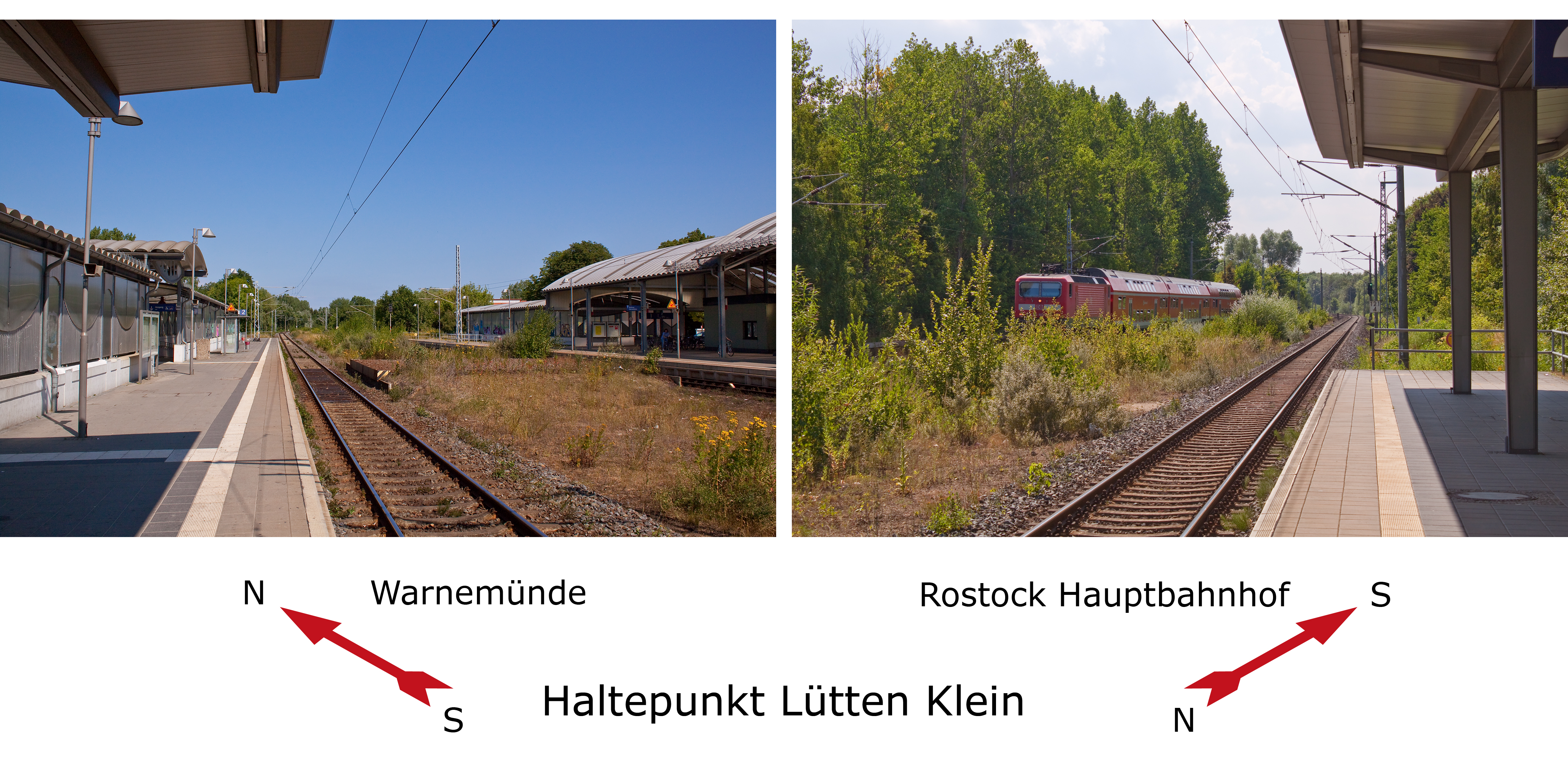
Blick in beide Richtungen am Haltepunkt Lütten Klein
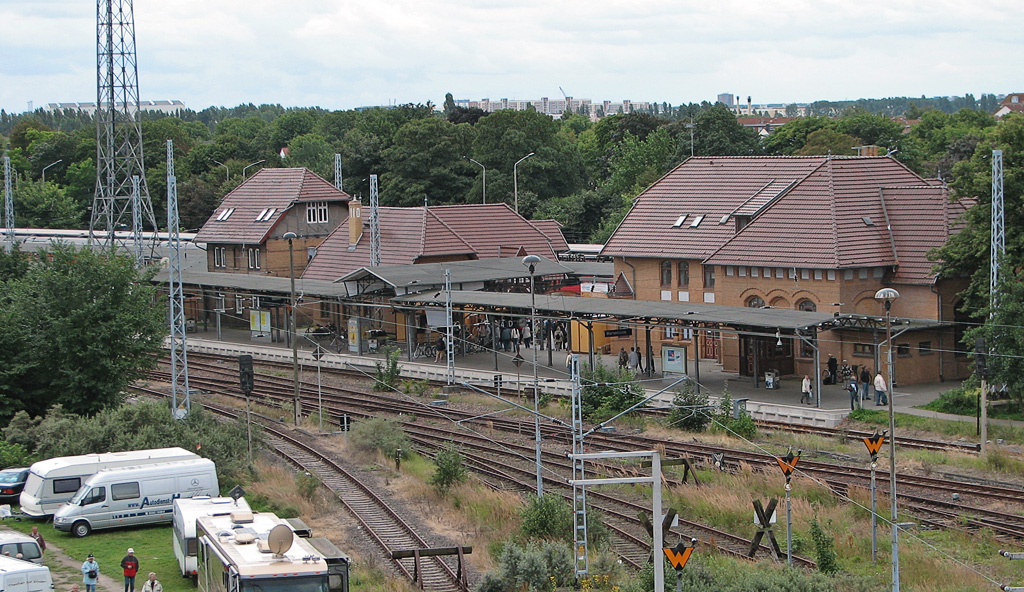
Bahnhof Warnemünde, die S1, S2 und S3 enden hier

## Geschichte

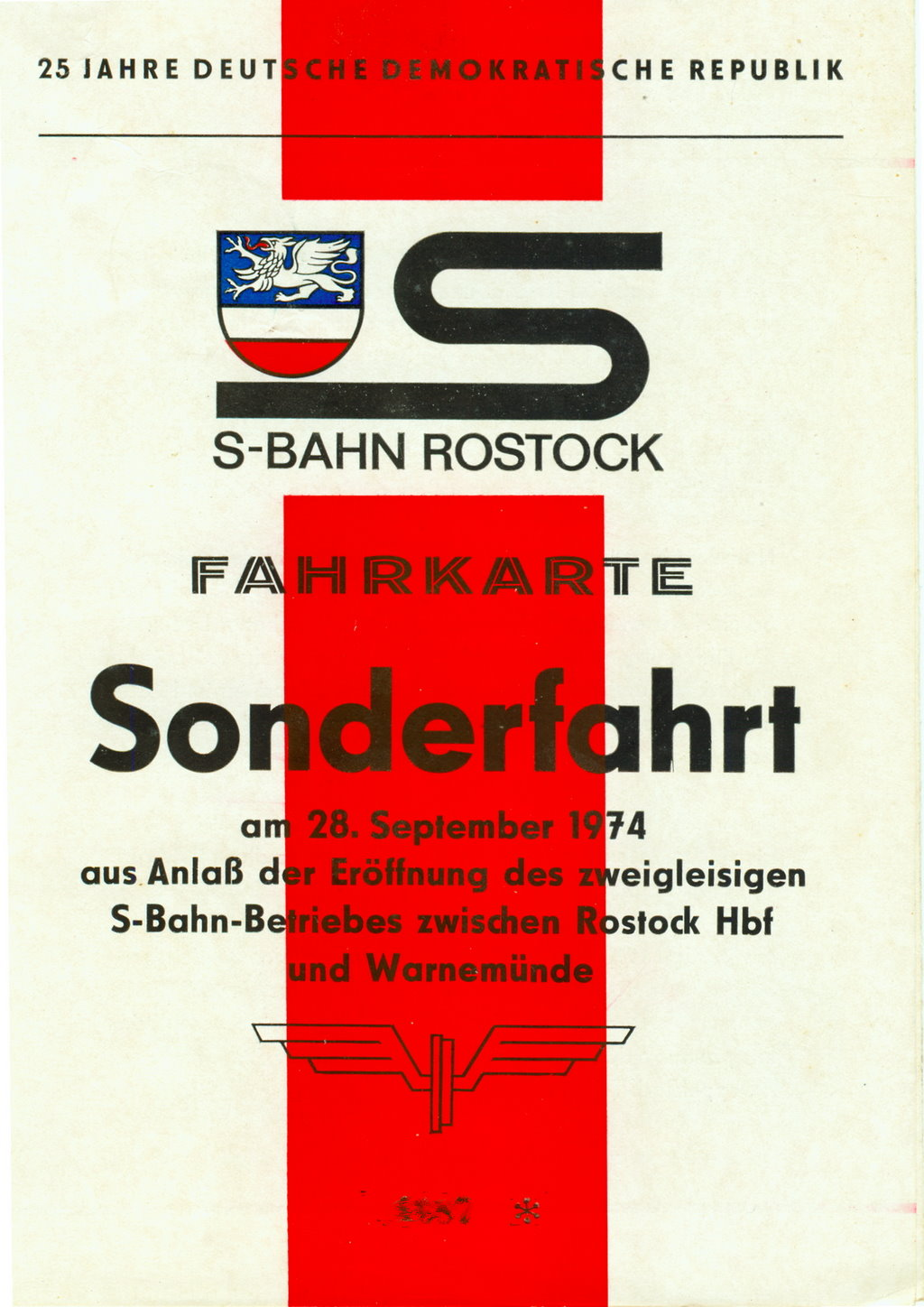
Sonderfahrschein anlässlich der Eröffnung der S-Bahn

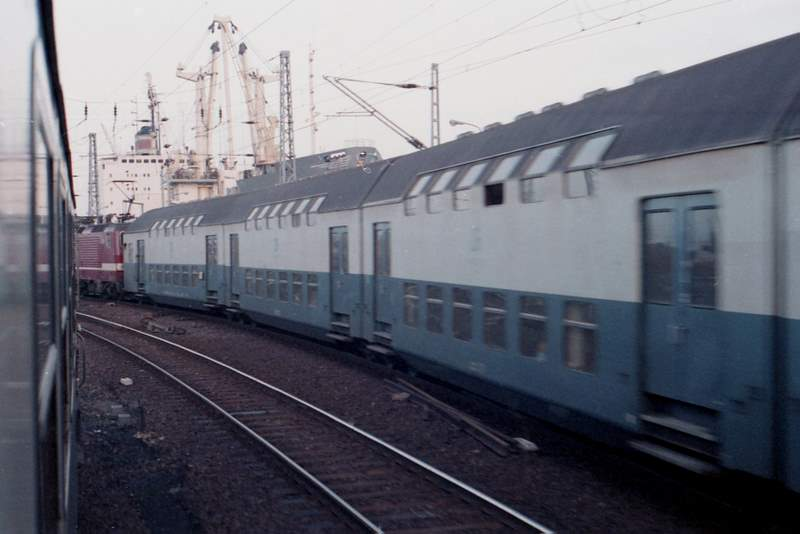
S-Bahn-Wendezug in der Einfahrt nach Warnemünde 1987

Auf der Strecke zwischen dem Rostocker Hauptbahnhof und dem Seebad Warnemünde gibt es schon lange einen dichten Vorortverkehr. Tariflich wurde er bereits ab 1923 durch preiswerte Tagesrückfahrkarten begünstigt.
Die Streichung dieser Angebote führte 1953 zu Protesten der Arbeiter der Warnowwerft, sodass wenige Wochen später wieder die vorherigen Preise in Kraft traten.
Mit dem in den 1960er Jahren begonnenen Bau von Neubausiedlungen entlang der Strecke wuchs die Bedeutung dieser Relation.
Einerseits lag die bestehende Strecke über Schmarl für das älteste und größte dieser Neubaugebiete, Lütten Klein, zu weit abseits, andererseits waren weitere Neubaugebiete auf der Trasse geplant. In den 1960er Jahren war zunächst eine Trassenführung westlich der Stadtautobahn nach Warnemünde erwogen worden. Wegen des hohen Bauaufwandes wurden diese Pläne jedoch nicht weiterverfolgt. Stattdessen begann 1968 der Bau einer Trasse neben der Stadtautobahn auf deren Ostseite. Zunächst wurde am 12. Juli 1970 eine Stichstrecke von Bramow nach Lütten Klein eröffnet, um das Wohngebiet mit der Innenstadt und dem Hafengebiet zu verbinden. Von Bramow bis Evershagen befand sich das Gleis neben dem Streckengleis nach Warnemünde in der Lage des ehemaligen zweiten Gleises. An diesem Tag gingen auch, angelehnt an die Tarife anderer Stadtbahnen, tarifliche Vereinfachungen in Kraft. Eine Fahrt von Rostock nach Warnemünde kostete einheitlich 50 Pfennig, für kürzere Strecken zahlte man den normalen Tarif der Deutschen Reichsbahn.
Mit Fertigstellung der Neubaustrecke von Lütten Klein nach Warnemünde Werft erfolgte 1974 der offizielle Start als S-Bahn (heutige Linie S1), und der bisher unregelmäßige Verkehr wurde vertaktet. Die neue Strecke entstand in Verlängerung der früheren Stichstrecke und erhielt einen weiteren Haltepunkt in Lichtenhagen. Die alte Strecke über den Bahnhof Schmarl wurde stillgelegt und abgebaut. Die Bezeichnung S-Bahn stand ursprünglich für Stadtbahn.
Am 14. Dezember 1985 wurde der elektrische Betrieb mit Oberleitung auf der Rostocker S-Bahn aufgenommen. Im Berufsverkehr verkehrten Wendezüge aus drei vierteiligen Doppelstockeinheiten, die bis zur Elektrifizierung mit der Baureihe 118, danach mit der Baureihe 243 (heute 143) bespannt waren.
Die Strecke zum Rostocker Überseehafen galt damals nicht als S-Bahn, auch wenn die Fahrten dorthin von und nach Warnemünde durchgebunden waren. Erst 1987 wurde der S-Bahn-Tarif zum Überseehafen eingeführt. Die offizielle Bezeichnung „S-Bahn“ für die Züge zum Seehafen wurde erst 1988 eingeführt.
Von 1982 an verkehrten mehrere S-Bahn-Züge aus Warnemünde nach Rostock weiter zum Düngemittelwerk in Poppendorf. Diese Züge galten als reine Berufsverkehrszüge und standen für den Abschnitt östlich von Rostock nicht in den öffentlichen Fahrplänen. Im Jahr 1992 wurde der Verkehr dieser Züge eingestellt.

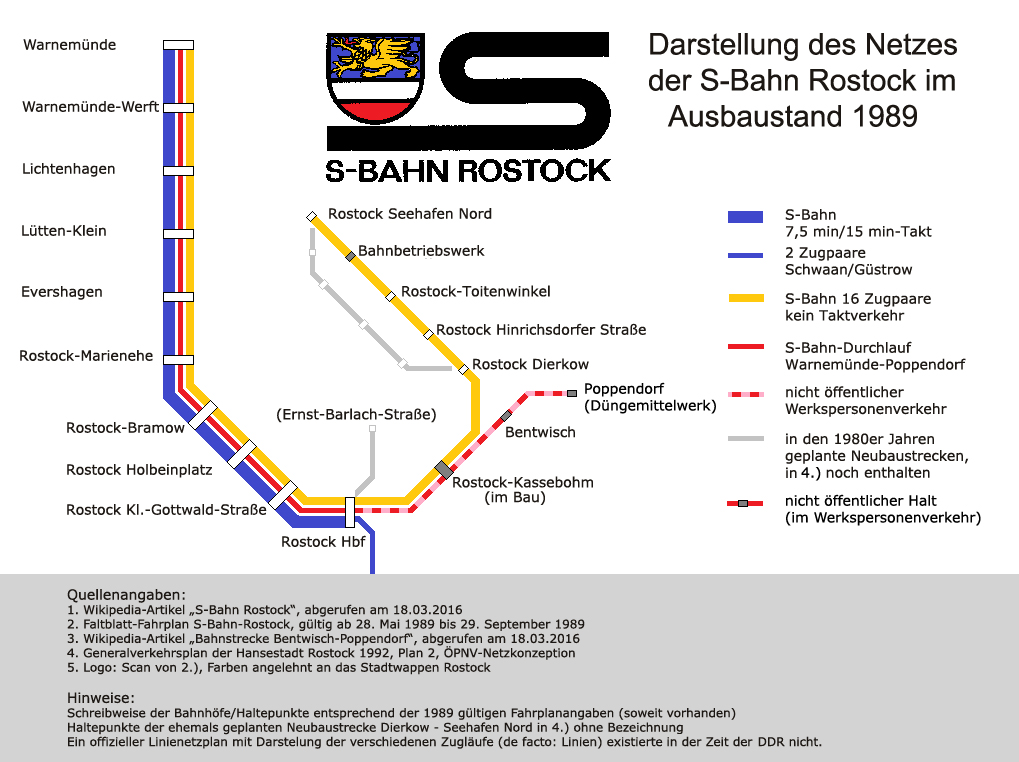
Netzdarstellung S-Bahn Rostock 1989

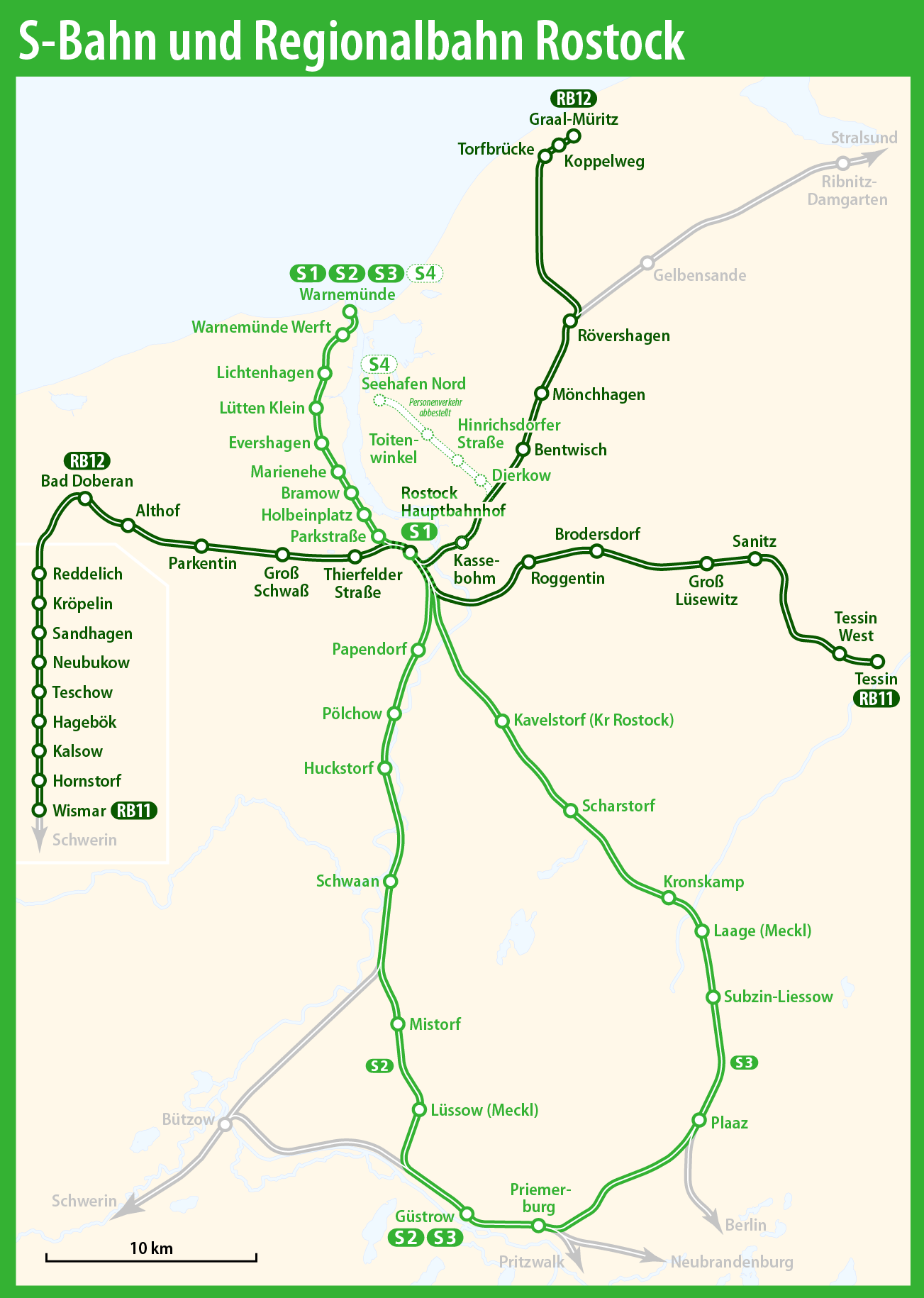
Heutige Einbindung der S-Bahn in den Regionalverkehr

Nach der Wende in der DDR ging in den 1990er Jahren das Verkehrsaufkommen im Berufsverkehr zurück, da nicht nur die meisten großen Betriebe Personal abbauten oder ganz geschlossen wurden, sondern auch die Wohngebiete entlang der S-Bahn-Strecken Einwohner verloren. Die Zuglängen wurden nach und nach auf Garnituren aus drei Doppelstockwagen verkürzt. Im Jahr 2002 wurde der 7½-Minuten-Takt im Berufsverkehr auf einen 10-Minuten-Takt ausgedünnt.
Ebenfalls seit den 1990er Jahren werden die Nahverkehrszüge von Güstrow nach Rostock als S-Bahn bezeichnet und durchgehend nach Warnemünde geführt.
Planungen mit dem Ziel, das S-Bahn-System Rostock mit der Straßenbahn der Stadt zu einem Stadtbahnsystem zu verknüpfen, wurden im Jahr 2007 aufgegeben.
Im Jahr 2009 schrieb das Land Mecklenburg-Vorpommern den Betrieb auf dem Teilnetz „Warnow“ aus, zu dem neben der Rostocker S-Bahn auch  die  Linien Wismar–Rostock–Tessin, (Bad Doberan–)Rostock–Graal-Müritz und Wismar–Ludwigslust gehören. DB Regio Nordost gewann die Ausschreibung, blieb Betreiber der Rostocker S-Bahn und übernahm auch die Linie Rostock–Laage–Güstrow bis zum Jahr 2024. Ab dem Fahrplanwechsel 2012 wurde diese Linie zum S-Bahn-Netz ergänzt und als S3 geführt. Zwischen Rostock und Warnemünde fuhren die Züge in der Hauptverkehrszeit alle 7½ Minuten und in der Nebenverkehrszeit alle 15 Minuten, auf den übrigen Abschnitten montags bis freitags alle 60 Minuten, an Wochenenden weiterhin nur alle 2 Stunden.
Mitte Mai 2012 teilte das Ministerium für Energie, Infrastruktur und Landesentwicklung Mecklenburg-Vorpommern mit, dass die zukünftige Linie S4 zum Rostocker Seehafen nicht eingeführt werden solle. Aus der Rostocker Stadtverwaltung kam Widerspruch hierzu; hier sprach man sich für eine Verlängerung der S-Bahn zum Fähranleger im Überseehafen aus. Der Personenverkehr zum Seehafen wurde dennoch zum 9. Dezember 2012 komplett abbestellt. Ebenfalls nicht mehr bedient wird der Halt in Mierendorf (bei Güstrow).
Ab Dezember 2012 sollten alle Linien mit fabrikneuen, fünfteiligen Elektrotriebwagen Bombardier Talent 2 gefahren werden, die die alten Doppelstock-Wendezüge (S1 und S2) und Dieseltriebwagen (S3) ersetzen sollten. Zum Fahrplanwechsel 2012 waren diese Züge noch nicht verfügbar. Auf den Linien S1 und S2 verkehrten weiterhin die alten Garnituren, die Linie S3 wurde in Rostock in zwei Teile geteilt (Warnemünde–Rostock Hbf und Rostock Hbf–Laage–Güstrow), zwischen Rostock und Güstrow verkehrten lokbespannte Züge mit neueren Doppelstockwagen.
Seit dem 26. April 2014 sind alle Talent-2-Triebwagen für die S-Bahn verfügbar und haben die lokbespannten Züge vollständig ersetzt.
Nur im Fahrplanjahr 2024 verkehrten montags bis freitags 3 Zugpaare der Regionalexpress-Linie RE 50 (Rostock–Neustrelitz) auf dem Abschnitt zwischen Rostock Hbf und Güstrow (ohne Zwischenhalt via Schwaan) unter der Linienbezeichnung S2X als „Express-S-Bahn“. Im selben Jahr wurde außerdem ein durchgehender Nachtverkehr auf der S1 zwischen Rostock Hbf und Warnemünde an Wochenendnächten eingeführt. Dieser besteht fort und verkehrt im 30-Minuten-Takt. Beide Maßnahmen erfolgten im Rahmen des vom BMDV geförderten Modellprojekts MIRROR.
Das folgende Vergabeverfahren Warnow II für die Verkehrsleistungen auf den drei S-Bahn-Linien konnte DB Regio erneut für sich entscheiden. Mit Inkrafttreten des neuen Verkehrsvertrages im Dezember 2024 wurde das Taktmuster auf der innerstädtischen Stammstrecke verändert. Der bisherige 7½-Minuten-Takt wird nur noch in der morgendlichen Hauptverkehrszeit angeboten; daran anschließend fahren die S-Bahnen nunmehr bis etwa 19 Uhr alle 10 Minuten. Die Talent-2-Triebwagen wurden für ihren weiteren Einsatz modernisiert.

## Ausbau
Im Mobilitätsplan Rostock 2017 sind mehrere Maßnahmen für die S-Bahn enthalten. Mittelfristig sollen an der Strecke Rostock–Warnemünde zwei neue Haltepunkte eingerichtet werden. Einer davon befände sich im Stadtteil Groß Klein nahe dem Schiffbauerring, ein weiterer im Stadtteil Schmarl nahe dem Schmarler Bach und dem Stephan-Jantzen-Ring. Ebenfalls mittelfristig soll nach den Vorstellungen der Stadt Rostock wieder eine S-Bahn-Linie zum Rostocker Seehafen fahren. Dabei soll ein neuer Endhaltepunkt in direkter Nähe zum Fährterminal angelegt werden.

## Fahrzeugeinsatz
Zwischen Rostock Hbf und Warnemünde verkehrten lange Zeit Doppelstock-Wendezüge. Dazu kamen Züge aus zwei vierteiligen DR-Doppelstockzügen Bauart DBv (jedoch keine Gliederzüge) zum Einsatz, im Berufsverkehr seit Mitte der 1970er Jahre sogar teilweise aus drei Teilen mit insgesamt zwölf Wagen. In den späten 1980er Jahren wurden die vierteiligen Doppelstockzüge durch Doppelstock-Einzelwagen ersetzt, die nach einer Modernisierung in den 1990er Jahren auch 2013 noch im Einsatz waren.
Auf allen Linien verkehrten lokbespannte Züge mit der Baureihe 143, zwei modernisierten Doppelstockwagen der Reichsbahnbauart und einem Neubau-Doppelstock-Steuerwagen. Zu besonderen Anlässen konnten die Züge auf eine maximale Länge von fünf Wagen (Steuerwagen, vier Mittelwagen) verlängert werden. Alle Züge verfügten über erste und zweite Wagenklasse. Die Wagen waren mit dem Schriftzug „S-Bahn Rostock DB“ gekennzeichnet.
Ab dem 9. Oktober 2013 haben, beginnend auf der Strecke von Rostock über Laage nach Güstrow, nach und nach alle 23 bestellten Talent-2-Triebwagen die alten Doppelstock-Züge ersetzt. Am 26. April 2014 war die Umstellung abgeschlossen. Seitdem verkehren nur noch die Talent-2-Triebwagen im gesamten Netz. Loks der Baureihe 143 mit nun lediglich zwei Doppelstockwagen kommen nur noch ersatzweise zum Einsatz.

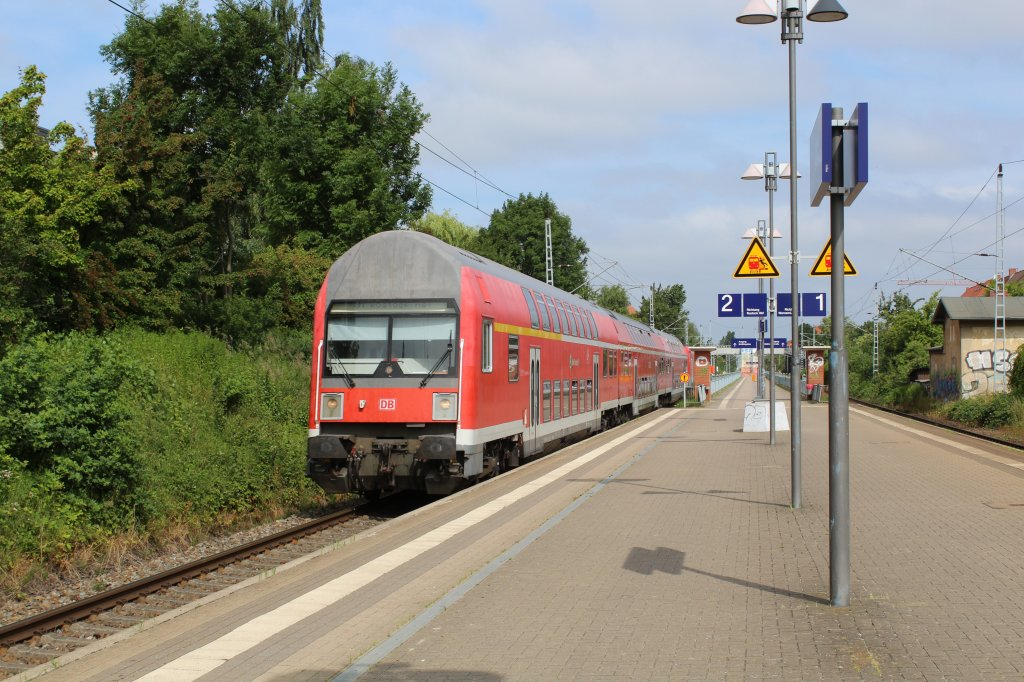
Wendezug der S-Bahn in Rostock Parkstraße
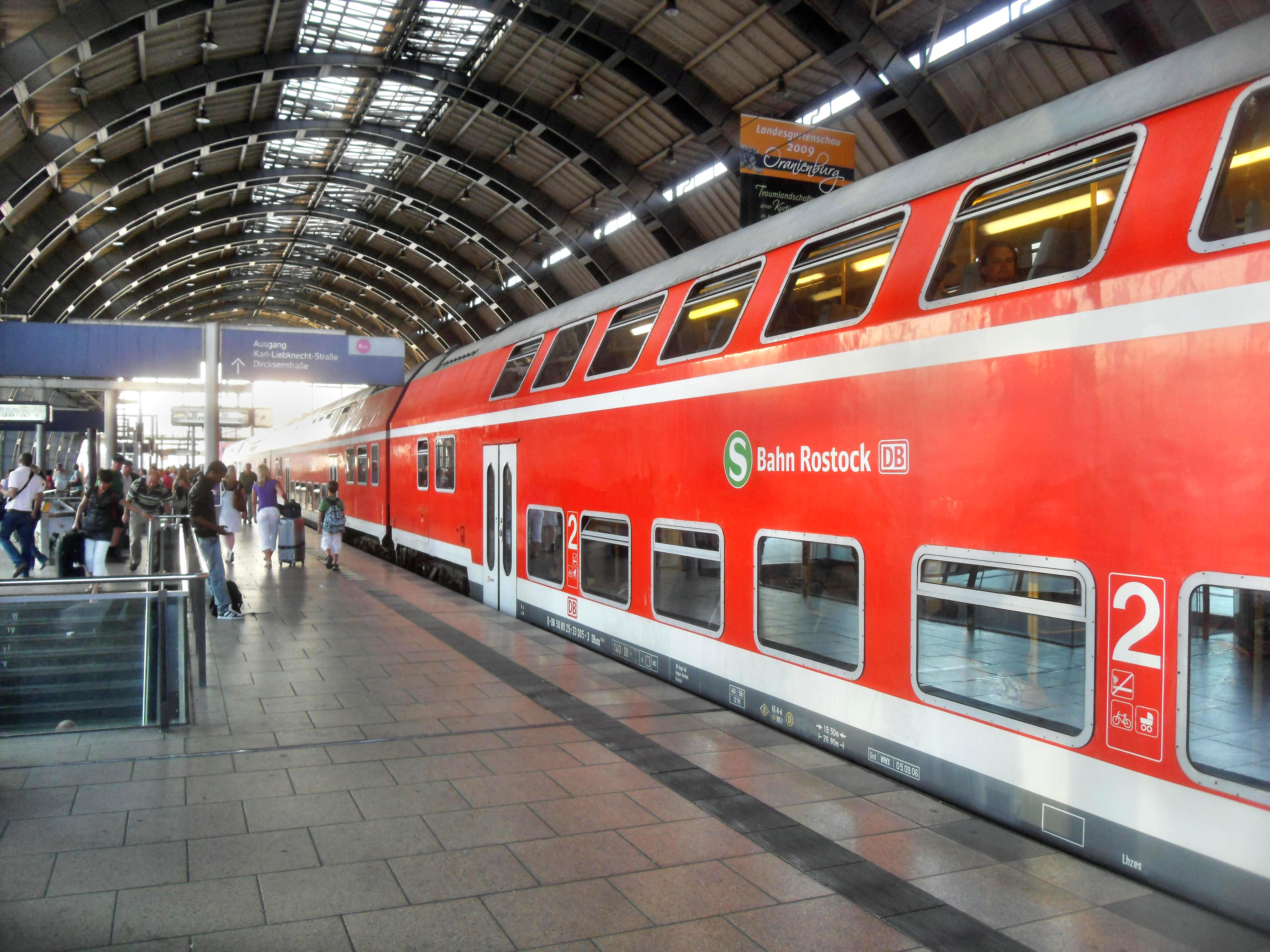
Wagen der S-Bahn Rostock zur Aushilfe in Berlin Alexanderplatz
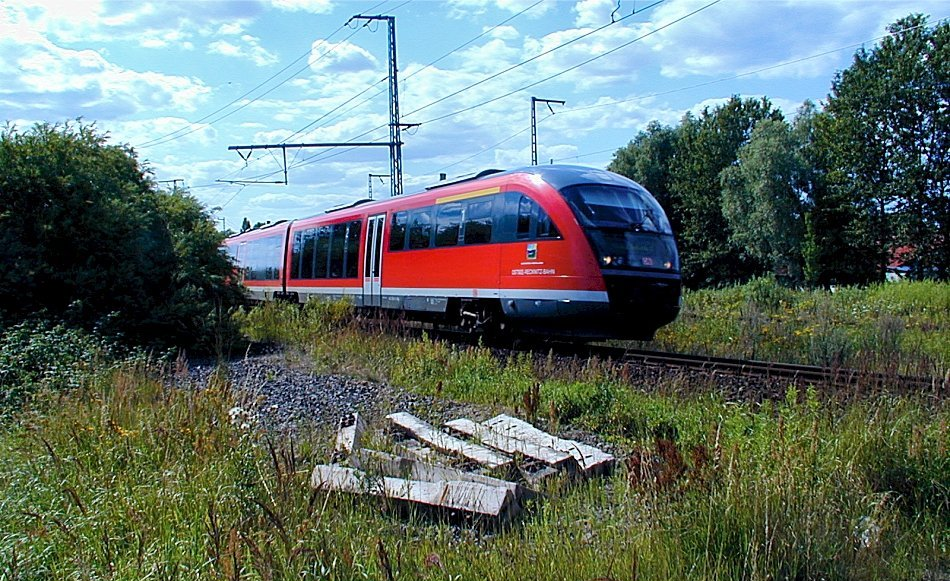
Triebzug der Baureihe 642 auf der Strecke von Rostock Seehafen
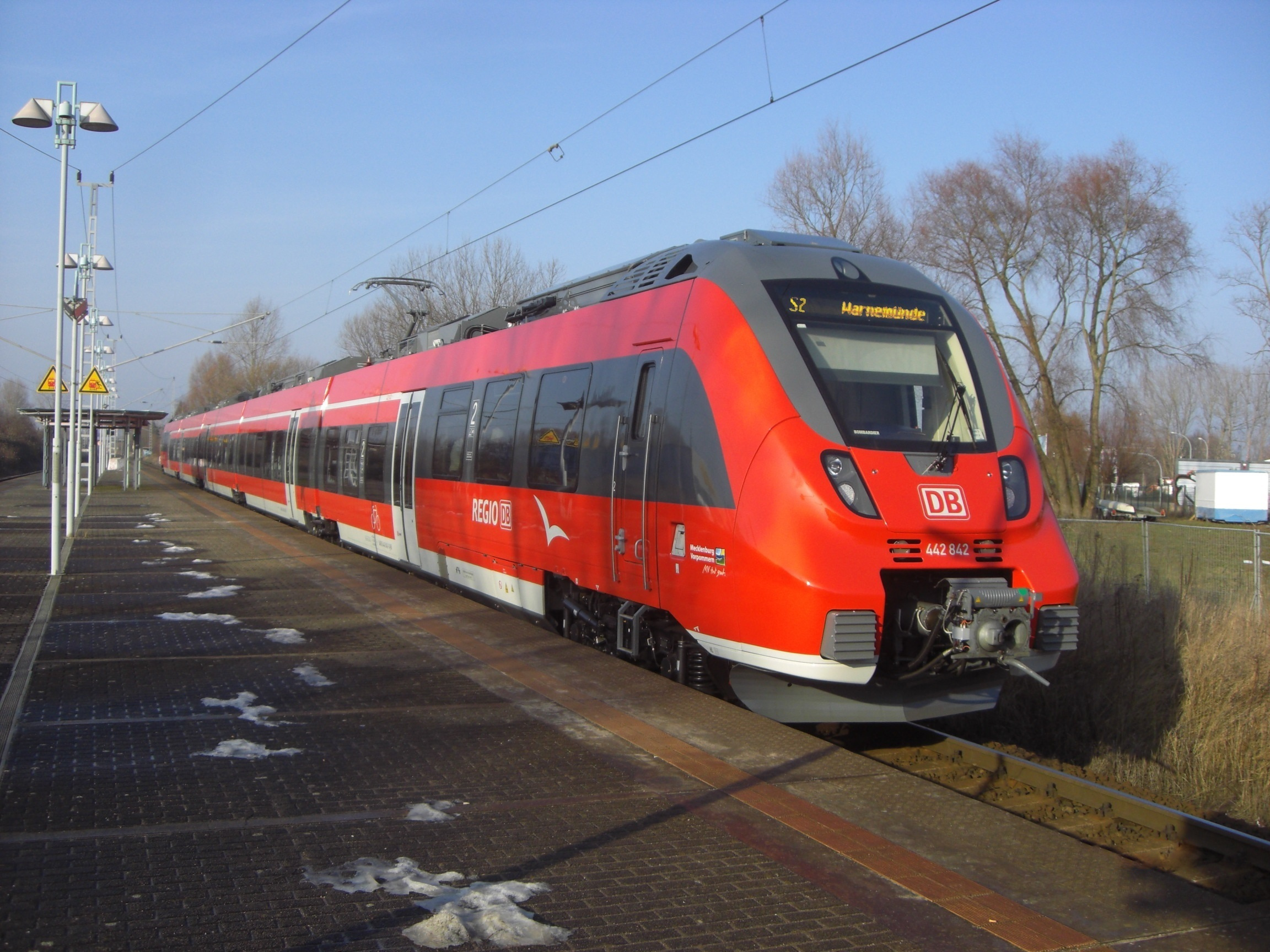
Triebwagen Talent 2 in Marienehe